# Mukhtar Ali
Mukhtar Ali (ur. 30 października 1997 w Dżuddzie) – saudyjski piłkarz, grający na pozycji pomocnika w Al-Nassr oraz reprezentacji Arabii Saudyjskiej. Były młodzieżowy reprezentant Anglii.

## Kariera klubowa
W styczniu 2017 został wypożyczony do końca sezonu z Chelsea do SBV Vitesse, a 17 lipca 2017 holenderski klub wykupił zawodnika, podpisując z nim trzyletni kontrakt.
31 sierpnia 2019 Ali podpisał kontrakt z klubem Al-Nassr. W styczniu 2022 odnowił swój kontrakt z saudyjskim zespołem, przedłużając go o kolejne trzy lata i jednocześnie został wypożyczony do końca sezonu do Al-Tai. 29 sierpnia 2022 został ponownie wypożyczony do Al-Tai na kolejny sezon.